# Rostocker Eck
Das Rostocker Eck ist ein Berg mit einer Höhe von 2749 m ü. A. in der Venedigergruppe in Osttirol. Das Rostocker Eck ist eine Kuppe im langen Ostgrat der Nördlichen Malhamspitze und der Hüttenberg der Essener-Rostocker Hütte.
Der Aufstieg erfolgt von der im Maurertal gelegenen Essener-Rostocker-Hütte über den Carl-Brenner-Weg, der eine Überschreitung des Gipfels in Nord-Süd-Richtung und umgekehrt ermöglicht.